# Consejo Supremo de Transnistria
El  Consejo Supremo de la República Moldava  Pridnestroviana  (en moldavo: Советул Супрем ал Република Молдовеняскэ Нистрянэ, Sovietul Suprem al Republica Moldovenească Nistreană, en ruso: Верховный Совет Приднестровской Молдавской Республики, Verkhovnyy Sovet Pridnestrovskoy Moldavskoy Respubliki, en ucraniano: Верховна Рада Приднiстровської Молдавської Республiки, Verkhovnа Radа Prydnistrovskoyi Moldavskoyi Respubliky) es el cuerpo legislativo de la República de Transnistria. Es de carácter unicameral y consta de 33 escaños elegidos mediante elecciones multipartidistas para un período de cinco años.
El actual presidente del Parlamento es Aleksander Korshunov, un político perteneciente al partido Renovación.

## Composición
La mayoría de los miembros del parlamento no son transnistrios nativos. Según los datos oficiales, solo 15 de los 43 miembros del parlamento nacieron en el país (12 en Transnistria propiamente y 3 en Bender, que está controlada por el gobierno separatista). 4 han nacido en Besarabia, una zona que nunca fue reclamada por Transnistria, 9 nacieron en Rusia, 8 en Ucrania, 2 en Kazajistán, 1 en Alemania, 1 en Bielorrusia y 3 no declararon su origen. Un documento publicado por la Unión Europea confirmaría que la mayoría de los dirigentes no nacieron en Transnistria. Según esta misma fuente, los parlamentarios tendrían prohibido viajar a los países de la UE.
Las últimas elecciones legislativas se celebraron el 29 de noviembre de 2021. En esos comicios, el gobierno encabezado por el partido Renovación y sus aliados, obtuvo 29 representantes, mientras que los cuatro escaños restantes fueron ocupados por candidatos independientes.